# Purahéi Soul
Purahéi Soul es un grupo musical paraguayo, fundado en el año 2013, por Jennifer Hicks y Miguel Narváez, dos artistas paraguayos. El grupo se caracteriza por presentar canciones folklóricas y standards de jazz y blues reversionadas “tributo a toda la música que los mueve e inspira”.

## Integrantes
Miguel Narváez es cantante, productor, arreglador y vocal coach con 16 años de trayectoria. Representó a Paraguay en numerosos concursos internacionales y colaboró con numerosos proyectos Paraguayos.
Jennifer Hicks  es cantante, compositora, gestora cultural y manager. Cree en el arte como un derecho humano.

## Trayectoria
Purahéi significa canto en guaraní y Soul hace alusión a los sonidos afroamericanos y a la palabra alma en inglés. La música de Purahéi Soul busca un sonido que defienda la fusión con la identidad paraguaya, y así rendir tributo a la diversidad artística, con un sentido de consciencia y responsabilidad estética y cooperativa. 
Si bien el grupo ha realizado diferentes versiones de canciones conocidas a nivel mundial como Soy Pan, Soy Paz, Soy Más de la cantautora argentina, Mercedes Sosa, también introdujeron canciones de autoría propia y afianzando su presencia en la escena local paraguaya hasta que en el 2018 lanzaron su primer material “Swing Guaraní”, un álbum con 11 canciones en guaraní, español e inglés. El material recorre lenguajes de jazz, blues y folklore latinoamericano y paraguayo.  
A partir de este trabajo realizaron giras por todo el territorio paraguayo y se extendió internacionalmente. En 2019 recorrieron el interior de Paraguay en una gira por 19 ciudades del país.

### Giras internacionales

#### 2018
- Argentina: Buenos Aires, Ituzaingo, Temperley, Patagonia - World Music Fest Ushuaia”, Formosa - Festival “Suena Madera” hasta el interior del país.

#### 2019
- México:[3] Guadalajara, CDMX - “FIMPRO”, Tepoztlán - Morelos, Veracruz, Xalapa.

##### Europa
- España: Tenerife - “Festival Boreal 2019”, Madrid “Celebremos Iberoamérica”, Barcelona, Sevilla.
- Inglaterra: Londres - Royal Holloway
- Francia: Paris
- Alemania: Erlangen - Berlin[4]

Ahora se encuentran trabajando en la difusión de su último single “Desapego" lanzado el 21 de mayo del 2021, su videoclip ya cuenta con más de 2 millones de reproducciones en YouTube y es el primer corte de su segundo disco “Bloque Guaraní”. Recientemente publicaron su último single "Ymaitéma Piko", en alianza con la organización A todo pulmón, una canción enteramente en guaraní.

## Álbumes

### 2018 - Swing Guaraní
1. Luna
2. Arbolito Seco
3. Luz del Alba
4. Swing Guaraní
5. Wake Up
6. Aire de Campo
7. On my Knees
8. Falling in Love
9. Hit the Road Jack
10. Soy Paz Soy Pan Soy Más

### 2014 - Canciones de Navidad
1. Navidad de Oro
2. Dulce Navidad Paraguaya
3. Dos Trocitos de Madera
4. Navidad y Año Nuevo
5. En un Burrito Orejón
6. Faltan 5 para las 12
7. Caminito de las Nubes
8. Tororé de Navidad

## Singles

### 2021
1. Desapego
2. Ymaitéma Piko

2022
1. Aju Nderendápe - Serenata

2023
1. Pajarito
2. Marina